# Нарочанська операція
Нарочанська операція (нім. Schlacht am Naratsch-See) (18 — 30 березня 1916) — невдала спроба проведення російськими військами наступальної операції проти військ німецької армії в центральній частині колишньої Російської імперії.

## Зміст

### Загальне становище
На початку 1916 року, під тиском німецького наступу під Верденом, французький Головнокомандувач генерал Жозеф Жоффр звернувся до союзників по коаліції розпочати наступальні операції на інших театрах дій, щоб змусити німецьке командування відвести частину своїх сил з-під Вердена. Велика Британія відповіла — трохи пізніше — початком битви на Соммі в липні; італійці — розпочавши чергову — 5-ту битву біля Ізонцо. Російська імперія, під керівництвом начальника штабу Верховного головнокомандувача Алексєєва М. В., відповіла наступом в центрі величезного фронту в районі Вільно-Нароч (Білорусь-Литва сьогодні).
При співвідношенні 1 500 000 російських військ проти 1 000 000 загальної чисельності німецьких та австро-угорських військ по усьому Східному фронту, російська армія мала добрі перспективи на успіх замисленої наступальної операції. 24 лютого у Ставці Верховного Головнокомандувача відбулася нарада, де одним з оперативних питань була оцінка загальної обстановки та прийняття рішення на весняну кампанію 1916 року. Оцінивши розклад сил та загальний стан справ на фронті, генерал-ад'ютант Алексєєв М. В. вирішив завдати потужного удару силами 2-ї російської армії на північному фланзі Західного фронту (командувач Еверт О. Є.), де зосередили максимальну чисельність військ. Командувачу армії генералу Смирнову В. В. поставили задачу завдати удар по німецькій армії й, прорвавши оборону супротивника, розвинути наступ у загальному напрямку на Вільно.
Вигідна конфігурація фронту, що утворилася на стику Північного до Західного фронтів, утворювала російській армії великі оперативні можливості при ударі від Якобштадта й озера Нароч по напрямках, що сходяться. Німці вельми серйозно оцінювали такі можливості росіян. Ось що про це писав Людендорф:
«План росіян полягав у тому, щоб відрізати в напрямку на Ковно наше північне крило й одночасно похитнути його атаками в інших пунктах. Наступними ударами воно повинно бути відкинуто до берега моря, північніше Німану».

### Загальне положення сторін

#### 2-га російська армія
2-га армія, на яку командувач Західним фронтом поклав головну задачу в наміченій наступальної операції, серед інших російських армій здобула собі у світовій війні сумну славу. На початку війни, в серпні 1914 року, під ім'ям Самсонівської, вона зазнала жорстокої поразки в Східній Пруссії; трохи оговтавшись, вона в тому ж році піддалася важким випробуванням під Варшавою і під Лодзью і не домоглася в обох випадках великих успіхів. У Віленській операції 1915 року дії 2-й армії теж були боязкі та незначні. Жодної великої перемоги в історії 2-ї армії взагалі не значилося. Змінювалися в складі армії корпуси, час від часу змінювалося командування частин і з'єднань, мінялися, нарешті, самі командувачі армією, а традиції армії свідчили про те, що 2-га армія в лавах інших російських армій лишалася невидатною, «сірою» армією. Таким же сірим виглядав і її керівний командний склад.
«Жахливо сіренький склад 2-ї армії, — пише один зі штабних офіцерів Ставки, — Дідок Володимир Васильович Смирнов, м'який, делікатний, нічим себе не проявив».

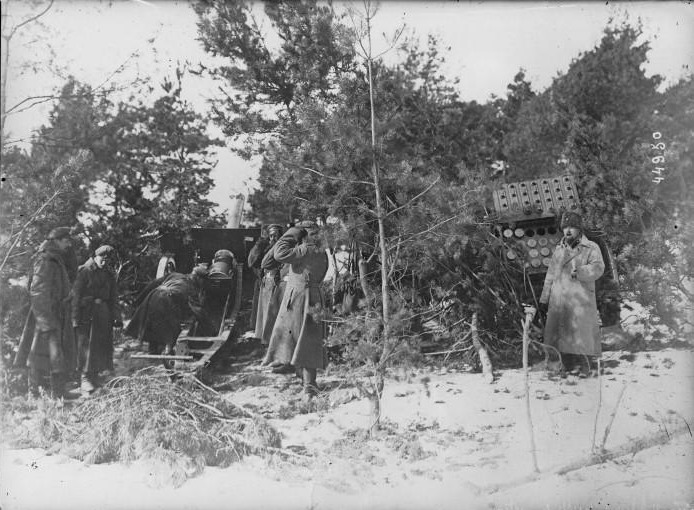
Російська 42-лінійна корпусна гармата зразку 1910 року веде стрільбу по супротивнику

Під час проведення Нарочанської операції армією командував командувач 4-ї армії генерал Рагоза О.Ф, бо генерал Смирнов, дипломатично або за віком, саме в цей час захворів.
До початку операції загальний склад армії збільшився більш ніж у двічі. За станом на 18 березня 1916 до складу армії входило дев'ять корпусів, рахуючи з кавалерійським, і два окремих кавалерійських з'єднання — дивізія і бригада. Армія до початку бойових дій виявилася не тільки повнокровною, але навіть перевантаженою частинами та особовим складом. Керувати такою громіздкою армією було важко.
На напрямку головного удару для проведення Нарочанської операції 2-га армія Західного фронту генерала Рагози О.Ф була додатково посилена частинами 1А Північного фронту — 14 корпус (ген. Войшин-Жилінський), додатково посилений 40 пд зі складу 4 АК.
Генерал Рагоза розділив 2А на три ударні угруповання:

правий фланг — група генерала Плешкова:
- 1-й Сибірський корпус (ген. Плешков);
- 1-й армійський корпус (ген. Душкевич);
- 27-й армійський корпус (ген. Баланін);

центр — група ген. Сіреліуса:
- 4-й Сибірський корпус (ген. Сіреліус)
- 34-й армійський корпус (ген. Шатилов)

лівий фланг — група ген. Балуєва:
- 3-й Сибірський корпус (ген. Трофимов)
- 5-й армійський корпус (ген. Балуєв)
- 35-й армійський корпус (ген. Парчевський).

У резерві залишалися: 3-й Кавказький корпус (ген. Ірманов), 15-й АК (ген. Торклус) й 36 АК (ген. Короткевич).

#### 10-та німецька армія
На ділянці прориву 2-ї армії на 8 березня знаходилися основні сили 21-го армійського корпусу під командуванням генерал-лейтенанта О.фон Гут'єра 10-ї армії німців, який мав у своєму складі 42-гу, 115-ту, 31-шу піхотні, 75-ту резервну, 9-ту кавалерійську дивізії та 9-ту й 10-ту ландверні бригади.
У другому ешелоні німецька армія мала у своєму розпорядженні 80-ту, 86-ту й 119-ту піхотні дивізії. Загалом армія генерала Г. фон Ейхгорна мала в першому ешелоні близько 50 000 особового складу й близько 25 000 у другому ешелоні військ, що утримували оборону.
| Співвідношення сторін на фронті прориву 2-ї російської армії |         |         |             |            |         |        |        |        |
| Супротивники                                                 | Дивізій | Дивізій | Батальйонів | Ескадронів | Штиків  | Шабель | Гармат | Гармат |
| Супротивники                                                 | пд      | кд      | Батальйонів | Ескадронів | Штиків  | Шабель | Легкі  | Важкі  |
| 2-га армія                                                   | 16      | 4       | 253         | 133        | 355 989 | 16 943 | 605    | 282    |
| 10-та армія                                                  | 9       | 3       | 89          | 72         | 73 775  | 8 200  | 576    | 144    |
| Перевага російських військ над німецькими, к-сть             | 7       | 1       | 164         | 61         | 282 214 | 8 743  | 29     | 138    |
| Перевага російських військ над німецькими, %                 | 77      | 33      | 184         | 84         | 480     | 100    | 5      | 100    |

Наказом командувача фронтом на 2-гу армію покладалося завдання «зосередити свої сили на своїх флангах, перейти ними в рішучий наступ з метою розбити супротивника, що знаходиться проти фронту армії, і в подальшому наступати далі в напрямку Свенцяни, Михалишки, Гервяти».

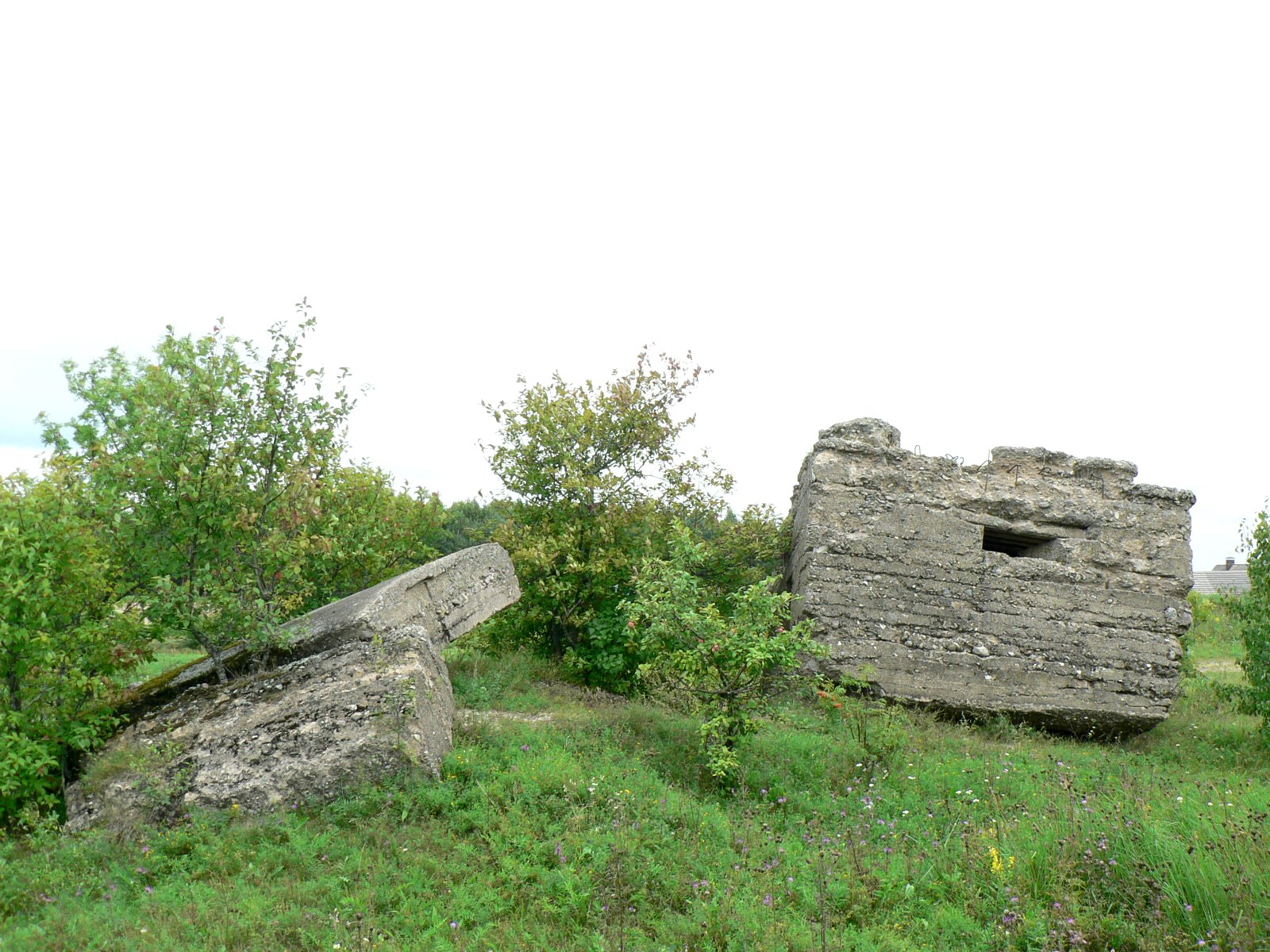
Рештки фортифікаційних споруд на півострові Наноси в Білорусі, що лишилися після невдалого російського наступу поблизу Нароч

### Хід битви
З 14 березня російські артилерійські батареї, на передових позиціях, почали пристрілювання своїх гармат. Пристрілка проводилася протягом 15, 16 і 17 березня. Пристрілка і численні пересування росіян у своєму тилу вказували німцям на підготовку російських військ до наступу. Це викликало з їхнього боку занепокоєння, посилювало пильність і підвищувало настороженість в несенні служби охорони.
На світанку 18 березня гуркіт сотень гармат, зібраних на фронті 2-ї армії, сповістив початок її артилерійської підготовки. Особливо потужним був вогонь на ділянці 1-го Сибірського корпусу. Менш значним він виявився на фронті групи генерала Балуєва і незначним в порівнянні з тим, що було на ділянці 1-го Сибірського корпусу, на фронті частин групи генерала Сіреліуса.
Російські бійці згодом згадували, що вогню такої сили, який був зосереджений по противнику на ділянці 1-го Сибірського корпусу, з російської сторони, вони не спостерігали за усі часи війни. Гуркіт пострілів, тріск і вибухи снарядів у зв'язку з шумом і гулом снарядів, що пролітають, і пострілами противника, у відповідь, потрясали повітря.
Противник відповідав на вогонь російських гармат рідкісними пострілами. Складалося враження, що німці не виносять вогню супротивника і очищають окопи й найближчий тил від усього, що не має бойового значення.
О 12 годин стрімким кидком вирвалися зі своїх окопів формування російської армії і потужною лавиною покотилися в сторону противника. Незабаром атака, розпочата на одній ділянці фронту перетворилася на загальну атаку на всьому фронті Північної групи. Перешкоди, що були влаштовані противником на ділянці, частково були розбиті і зруйновані. Утворився вузький двокілометровий коридор, по якому в напрямку Свілелі могла рухатися атакуюча піхота.
Однак, незабаром атака 22-ї піхотної дивізії вже захлинулася. Зазнавши величезних втрат, частини цієї дивізії відкочувалися у вихідне положення. Атака 2-й Сибірської дивізії взагалі була слабка. Противник усі свої вогневі засоби зосередив по ділянці атаки 1-й Сибірської дивізії, буквально скошуючи своїм перехресним вогнем сотні людей.
Під безперервні вогнем противника російські війська стали відкочуватися назад і до 19 годин, зазнавши величезних втрат, відійшли у своє вихідне положення, з якого кілька годин тому розпочинали наступ.
За перший же день наступу, 18 березня, Втрати 1-го Сибірського корпусу виявилися наступними: 1-ша Сибірська дивізія втратила 19 офіцерів і 1882 солдата; 2-га Сибірська дивізія відповідно 14 й 1324 військових; 6-й Сибірський полк втратив близько 75 % особового складу.

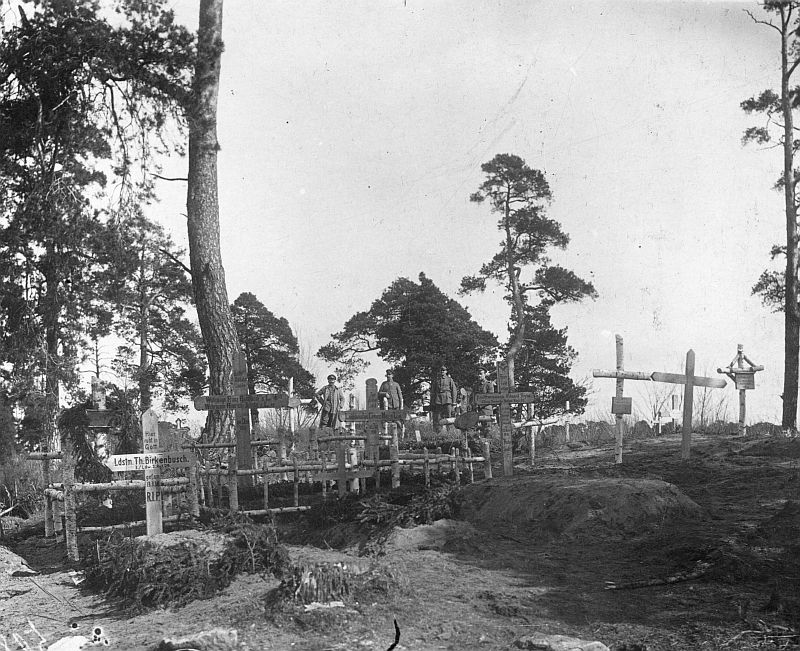
Військове кладовище на Східному фронті. 1916

Увечері 18 березня генерал Плешков доніс командувачу армією: «…Сьогоднішня атака не розвинулася. Ворог продовжує обороняти свої позиції. Я однозначно вирішив атакувати ворога доти, поки не прорву його розташування».
Аналогічно склалася ситуація й на ділянках наступу 5-го та 36-го армійських корпусів 2-ї російської армії. Жодна з цілей, визначених наказом командувача та загальним замислом наступальної операції, досягнута не була. В жодному пункті фронту наступу, російські війська не опанували укріпленої смуги супротивника настільки, щоб утримати її за собою. Перший день бою закінчився поразкою російських військ. Втрати 2-ї армії за цей день виразилися величезними цифрами: 183 офіцера і 15 139 солдатів загиблими й пораненими.
Основними чинниками, що вплинули на крах першого дня наступу російських військ, стала низка об'єктивних та суб'єктивних причин. По-перше, це пов'язано з поганою організацією та, тим більше, з практичною відсутністю управління військами, що перейшли у наступ з боку вищого керівництва операцією. Наступ здійснювався у браку згоди, що дозволило німцям маневрувати своїми силами по всьому фронтові. Переваги масування артилерії на вузькій 2-3-кілометровій ділянці напрямку зосередження основних зусиль, де наступав 1-й Сибірський корпус, перетворилися у пастку. Наступаючим частинам була прокладена дорога, але настільки вузька, що вони виявилися не в змозі по ній прориватися вперед, не кажучи вже про можливості маневру. Вузька смуга прориву не забезпечила частинам, що наступали, захисту від флангового вогню противника. Частини, позбавившися можливостей маневрувати, зупинялися на місці, де вони негайно несли великі втрати. Тоді ці частини відступали у вихідне положення, ще більш збільшуючи число своїх жертв. Головний удар завдавався флангами різних корпусів; від цього страждало управління, виходив хаос у діях тих частин, які виконували головну задачу прориву.
На інших ділянках фронту, де наступали інші армійські корпуси, розпорошеність артилерійського вогню по всьому фронту наступу не дала очікуваних від артилерійської підготовки результатів; частини наступали, не будучи забезпечені у своєму просуванні артилерією.
Наступного дня, 19 березня, російською артилерією вівся зосереджений артилерійський вогонь. В 13 год. 30 хв. командувач переніс атаку на ніч. У 21 годину полки 1-ї Сибірської дивізії першими перейшли в наступ. Німецька артилерія, що майже весь день мовчала, з шаленим напруженням відкрила вогонь по всьому фронту наступу. Полки, між тим, повільно, але твердо просувалися вперед. Але підрозділи, котрі наступали, настільки сильно обстрілювалися з фронту і флангів, що доводилося то зупинятися, то знову з ще більшою енергією спрямовуватися вперед, користуючись кожною нагодою перерви або зменшення вогню з боку супротивника.
У ході нічної атаки, зазнавши колосальних втрат, російські війська з трудом захопили першу лінію окопів супротивника. Проте, під дією артилерійського та флангового кулеметного вогню німців частини російських дивізій не втрималися на рубежі, який ними був захоплений вночі, і вранці відкотилися у своє початкове положення, повернувши противнику те, що з таким трудом було ними захоплено в попередню ніч.
З 20 березня 1916, російська 2-га армія, продовжувала здійснювати відчайдушні спроби прорвати оборонні позиції німецької 10-ї армії. Практично без сну, без їжі, завжди мокрі, постійно в підвищеному нервовому напруженні, російські солдати були доведені безперервними атаками до стану, близького до неосудності. І з такими частинами потрібно було вирішувати «безповоротну» задачу командувача фронту на прорив.

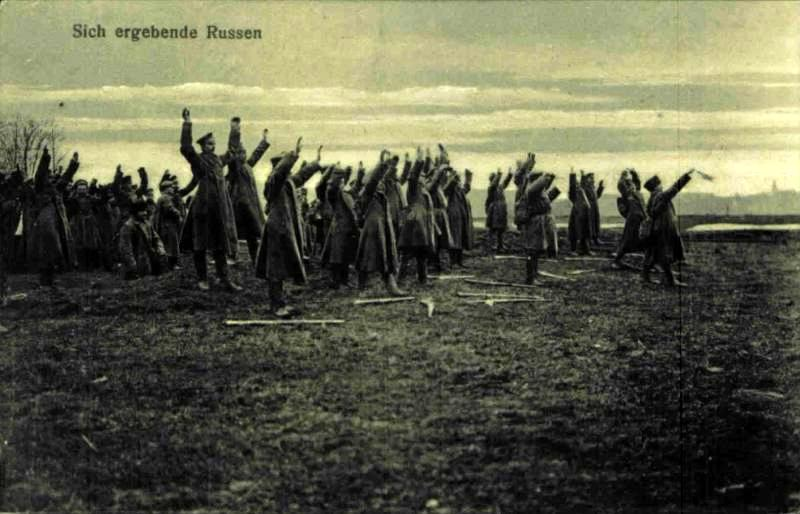
Російські солдати здаються у полон. Східний фронт. 1916

Російське військове керівництво вперто продовжувало посилати свої формування в атаку, практично на тих самих ділянках фронту, де на шляху наступу лежало стільки неприбраних від колишніх атак трупів російських солдатів. Російські генерали з упертістю, гідною кращого застосування, посилали людей на смерть все в одному і тому ж напрямку, все на одні й ті ж ділянки, назустріч власній загибелі. Посилали наступати тоді, коли снарядів у артилерії майже не було і вона не могла підтримати атаки своєї піхоти.

### Підсумок операції
29 березня генерал Алексєєв віддав директиву «тимчасово призупинити виконання операції в намічених раніше розмірах до покращення місцевих умов. Надати дозвіл командирам та командувачам виконувати обмежені за метою цілі для поліпшення і зміцнення власного становища, особливо точки зору майбутнього розвитку операції».
2-й армії вказувалося міцно закріпитися між озерами Нароч і Вишневське.
| Втрати російських військ (з 18 березня по 1 квітня 1916) |          |          |                          |
| Угруповання                                              | офіцерів | солдатів | % від чисельності 18.03. |
| Угруповання генерала Плешкова                            | 582      | 47 896   | 52,1                     |
| Угруповання генерала Балуєва                             | 423      | 28 672   | 30,4                     |
| Угруповання генерала Сіреліуса                           | 13       | 859      | 1,2                      |
| Загалом за 2-гу армію                                    | 1 018    | 77 427   | 30,3                     |

Результатом проведення цієї операції стало захоплення близько 10 км² ворожої території. Водночас, через повну непридатність для бойових дій (болото, ліс) без бою була попущена супротивнику на правому фланзі близько 60-70 км² власної території. Використання колосальної маси особового складу, сил та засобів, значна перевагу дозволила російській армії захопити за час операції близько 1 200 військовополонених, півтори десятка кулеметів, кількасот гвинтівок. Здобуток більш ніж скромний.
Шість російських корпусів (1-й, 5-й, 27-й і 36-й армійські, 1-й та 3-й Сибірські) були повністю або частково знищені в березневому наступі; в той же час, як інші шість (15-й і 34-й армійські, 4-й Сибірський, 3-й Кавказький, 7-й кінний і Уральська козача дивізія) залишилися не введеними в бій, перетворившись тим самим у мимовільних свідків моторошної драми, що розігралася в районі озера Нароч у березні 1916 року.